# Golf van Chania
De Golf van Chania (Grieks: Κόλπος Χανίων, Kólpos Chaníon) is een baai in de Kretenzische Zee in het noordwesten van het Griekse eiland Kreta bij het schiereiland Akrotiri. 

## Oudheid

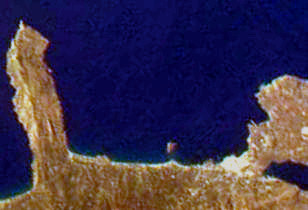
Golf van Chania

In de Griekse oudheid heerste de machtige stad Kydonia (Κῠδωνία) over de baai. In die tijd was dat een middelpunt van de vroege kunst en cultuur van Kreta. In 74 v.Chr. weerde Kydonia een Romeinse zeeslag af in de golf van Chania. 